# Advent

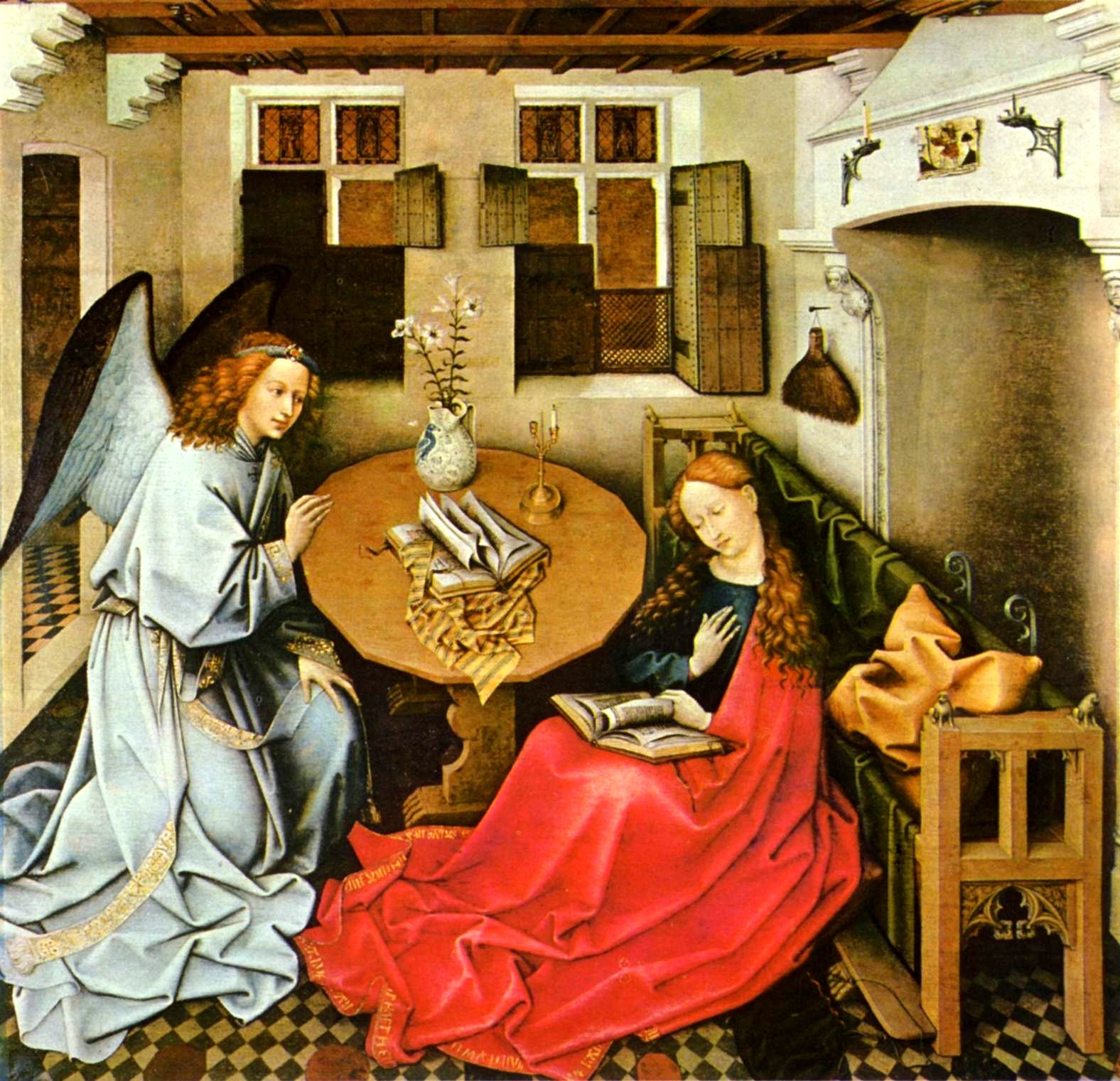
L'Arcàngel Gabriel anuncia a Maria que concebrà i donarà a llum al Fill de l'Altíssim. Pintura en fusta de Robert Campin, c. 1420-1440, Brussel·les.

L'Advent (en llatí: adventus Redemptoris, 'vinguda del Redemptor') és el primer període de l'any litúrgic cristià, que consisteix en un temps de preparació espiritual per a la celebració del naixement de Jesús. La seva durada sol ser de 22 a 28 dies, atès que l'integren necessàriament els quatre diumenges més pròxims a la festivitat de la Nativitat (celebració litúrgica del Nadal) però, en el cas de l'Església ortodoxa, l'Advent s'estén per 40 dies, des del 28 de novembre fins al 6 de gener.
Els fidels cristians consideren l'Advent com un temps de pregària i de reflexió caracteritzat per l'espera vigilant (és a dir, temps d'esperança i de vigília), de penediment, de perdó i d'alegria. A l'Església ortodoxa, l'Advent inclou com a nota particular una abstinència estricta de certs aliments, que es torna en un dejuni estricte (conegut com el dejuni de la Nativitat) en el cas de l'Església ortodoxa copta.
Amb particularitats litúrgiques pròpies, pràcticament totes les Esglésies cristianes històriques celebren aquest temps: l'Església catòlica apostòlica romana, l'Església catòlica apostòlica ortodoxa, la Comunió Anglicana, les esglésies protestants (luterana, presbiteriana, metodista, morava, etc.), l'Església ortodoxa copta, entre d'altres.
Durant l'Advent, es col·loca en les esglésies i també en algunes llars una corona de branques de pi, anomenada corona d'Advent, amb quatre espelmes, una per cada diumenge d'Advent. Hi ha una petita tradició d'advent: a cadascuna d'aquestes quatre espelmes s'assigna una virtut que s'ha de millorar durant aquesta setmana, per exemple: la primera, l'amor; la segona, la pau; la tercera, la tolerància i la quarta, la fe.
Els diumenges d'Advent, la família o la comunitat es reuneix entorn de la corona d'Advent. Després, es llegeix la Bíblia i es fa alguna meditació. La corona es pot portar al temple per ser beneïda pel sacerdot.

## Etimologia
La paraula "advent" prové del llatí i vol dir "arribada"; i la frase "adventus Redemptoris" vol dir "arribada del Redemptor". En el cas cristià, "advent" s'associa amb l'arribada del Nadal, que es correspon al naixement de Jesucrist.

## Significació cristiana
L'advent dura de 21 a 28 dies, atès que se celebren els quatre diumenges més pròxims a Nadal. Marca l'inici de l'any litúrgic a gairebé totes les confessions cristianes. Durant aquest període, els feligresos, terme que es refereix a persones que pertanyen a una parròquia i hi són fidels, es comencen a preparar espiritualment per celebrar la commemoració del naixement de Jesucrist i per renovar l'esperança en la segona Vinguda de Crist Jesús, al final dels temps.

## Tradicions

### Corona d'advent
Durant l'advent, en certes cultures, normalment a la cultura cristiana, hom prepara a cada llar i a l'església una corona de flors, anomenada corona d'advent, amb quatre espelmes, una per a cada diumenge d'advent. Hi ha una petita tradició d'advent: a cada una d'aquestes quatre espelmes s'assigna una virtut que s'ha de millorar en aquesta setmana, per exemple: la primera, l'amor; la segona, la pau; la tercera, la tolerància; i, la quarta, la fe.

### Espelmes
En el segle xix, a Baviera (Alemanya), durant els dies d'advent, dia a dia, es recordava l'arribada de Nadal amb espelmes, traços de guix o decorant els dies del calendari amb guarnicions nadalenques.

### Calendari d'advent
El primer calendari d'advent que es coneix era del 1851 i es va pintar a mà. El 1908, Gerhard Lang edità el primer calendari d'advent imprès, que va tenir molt d'èxit. Contenia vint-i-quatre estampes, com petites postaletes, on normalment hi havia un personatge religiós dibuixat: sants, la Mare de Déu, etc., que cada dia s'anaven enganxant al calendari.
Més tard, per allà els anys 20, s'incorporaran en els calendaris d'advent 24 finestretes, una per a cada dia, a darrere de les quals s'amagaria una xocolatina, tradició llaminera que ha arrelat, des de la dècada dels 90, entre els infants de Catalunya.

## Temps d'advent
- Començament: L'Advent és el començament de l'any litúrgic, i comença el diumenge següent de la festa de Jesucrist.
- Fi: Advent ve d'"adventus", o sigui, vinguda, arribada, proper al 30 de novembre i acaba el 24 de desembre. Forma una unitat amb Nadal i l'Epifania.
- Color: La litúrgia en aquest temps és morada.
- Sentit: El sentit de l'advent és avivar en els creients l'espera del Senyor.
- Duració: Dura 4 setmanes.
- Parts: Es pot parlar de 2 parts en l'advent:
- # des del primer diumenge fins al 16 de desembre, amb marcat caràcter escatològic, mirant la vinguda del Senyor al final dels temps;
- # des del 17 de desembre al 24 de desembre, és l'anomenada "Setmana Santa del Nadal" i s'orienta a preparar més explícitament la vinguda de Jesucrist, en la història del Nadal.
- Personatges: les lectures bíbliques d'aquest temps d'advent estan tretes sobretot del Llibre d'Isaïes (primera lectura); també es recullen els passatges més profètics de l'Antic Testament assenyalant l'arribada del Messies. Isaïes, Joan Baptista i Maria de Natzaret són els models de creients que l'Església ofereix als fidels per preparar la vinguda de Jesús.